# Jean-Claude Roger Mbede
Jean-Claude Roger Mbede (Ngoumou, 1979 - Ngoumou, 10 de janeiro de 2014) foi um camaronês condenado a três anos de prisão sob a acusação de homossexualidade e tentativa de homossexualidade. Sua sentença foi protestada por organizações internacionais de direitos humanos, incluindo a Human Rights Watch e a Anistia Internacional, sendo que esta última nomeou-o um prisioneiro de consciência.
Em 2 de março de 2011, agentes da Secretaria de Camarões de Estado da Defesa (SED) prenderam Jean-Claude após ele ter enviado mensagens românticas a outro homem. De acordo com o jornal britânico The Guardian, a SED prendeu-o usando como base a seção 347a do Código Civil camaronês: "Quem quer que tenha relações sexuais com uma pessoa do mesmo sexo é punido com pena de prisão de seis meses a cinco anos e com multa de 20.000 francos". Jean-Claude Mbede foi detido durante uma semana por "suspeita de homossexualidade", em Yaoundé, antes de ser formalmente acusado de "homossexualidade e tentativa de homossexualidade" em 9 de março de 2011.
Jean-Claude Mbede Mbede foi representado por Alice Nkom, uma advogada e ativista dos direitos LGBT no país, além de direitora da Associação Camaronesa de Defesa dos Homossexuais.
Em 28 de abril de 2011, ele foi considerado culpado das duas acusações e condenado a três anos de prisão na Prisão Central de Kondengui. Sua sentença foi protestada pela Human Rights Watch, que a descreveu como "uma grave violação dos direitos à liberdade de expressão e igualdade", e exortou o governo de Camarões a abolir a legislação pertinente.
A Anistia Internacional também emitiu um alerta em nome de Jean-Claude Mbede, com um porta-voz dizendo: "Condenar alguém por sua orientação sexual é um flagrante de violação dos direitos básicos e não deve ser permitido ao abrigo do código penal de qualquer país". A Anistia Internacional de África declarou: "Jean-Claude Mbede é um prisioneiro de consciência, realizada unicamente por causa de sua orientação sexual percebida. Todas as acusações contra ele deveriam ser retiradas, e ele deve ser libertado imediatamente". Várias agências locais de Anistia Internacional coletaram assinaturas exigindo a sua libertação.
Em novembro de 2011, Alice Nkom afirmou que Jean-Claude Mbede tinha sofrido desnutrição e violência sexual na prisão. Seu apelo foi marcado para a audiência de 5 de março de 2012, mas foi adiado. Ele foi libertado provisoriamente em 16 de julho de 2012.
Jean-Claude Roger Mbede morreu em 10 de janeiro de 2014, aos 34 anos, em sua cidade natal, Ngoumou. Ele estava refugiado na área rural da cidade, fugindo de um mandado de prisão contra ele por, mais uma vez, acusação de homossexualidade. Jean-Claude Mbede sentiu fortes dores no estômago, mas não podia procurar ajuda médica por estar foragido. Ele morreu por complicações das dores.